# الكسندر دونر
الكسندر دونر هو دبلوماسي واقتصادي وسياسي أسترالي، ولد في 9 سبتمبر 1951 في أديلايد في أستراليا. نشط حزبياً في الحزب الليبرالي الأسترالي.

## مناصب
- انتخب مفوض أستراليا السامي لدى المملكة المتحدة ‏ (27 يونيو 2014 – 20 مارس 2018).
- انتخب Leader of the Opposition (Australia) [الإنجليزية]‏ (1994 – 1995).
- انتخب وزير الخارجية [الإنجليزية]‏ (11 مارس 1996 – 3 ديسمبر 2007).
- انتخب عضو مجلس النواب الأسترالي ‏ عن دائرة Division of Mayo [الإنجليزية]‏ (1 ديسمبر 1984 – 14 يوليو 2008).

## وصلات خارجية
- الموقع الرسمي
- الكسندر دونر على موقع IMDb (الإنجليزية)
- الكسندر دونر على موقع الموسوعة البريطانية (الإنجليزية)
- الكسندر دونر على موقع مونزينجر (الألمانية)
- الكسندر دونر على موقع إن إن دي بي (الإنجليزية)
- الكسندر دونر على موقع قاعدة بيانات الفيلم (الإنجليزية)